# Johann Julius von Koenemann

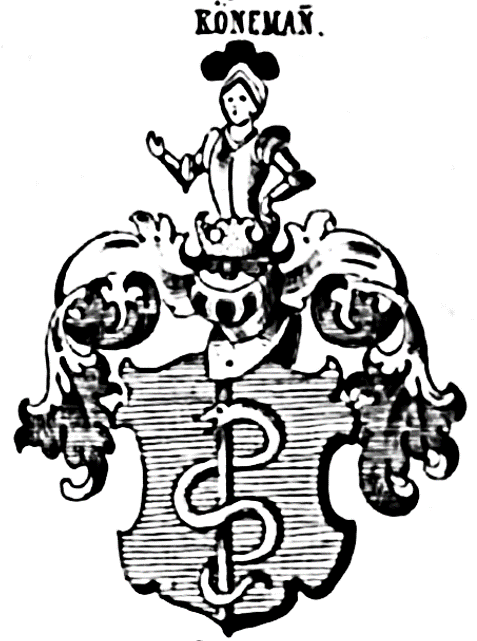
Wappen derer von Könemann

Johann Julius von Koenemann, auch Johann Julius von Könemann (* 1752 in Klötze im Fürstentum Lüneburg; † 14. November 1826), war ein deutscher Jurist und Oberamtmann.

## Leben
Johann Julius von Koenemann entstammte dem Adelsgeschlecht Könemann und war der Sohn des Oberamtmanns Kilian Julius von Koenemann (1699–1773).
Er wurde durch Hauslehrer unterrichtet und immatrikulierte sich 1773 an der Universität Göttingen zu einem Studium der Rechtswissenschaften, Philosophie, Mathematik und der ökonomischen Wissenschaften. 
Am 17. Dezember 1776 wurde er als Auditor beim Amt Nienburg angestellt und kam 1779 als supernumerärer (Beamtenanwärter) Amtsschreiber zum Amt Klötze. 
Er wurde am 5. Mai 1778 im Stift Hameln (siehe St. Bonifatius (Hameln)) als Kapitular aufgenommen.
1788 wurde er wirklicher Amtsschreiber beim Amt Syke und 1795 wurde er vom englischen König Georg III. zum Amtsschreiber und ersten Beamten in Diepenau in der Grafschaft Hoya berufen; 1799 erfolgte seine Berufung zum Amtmann und ersten Beamten in Steyerberg und Liebenau in derselben Grafschaft.
Er wurde 1821 zum Oberamtmann ernannt. 

## Mitgliedschaften (Auswahl)
Johann Julius von Koenemann war als Freimaurer Mitglied der Loge Augusta zum goldenen Zirkel in Göttingen.